# 必殺4 恨みはらします
『必殺4 恨みはらします』（ひっさつフォー うらみはらします、Sure Death 4: Revenge ）は、1987年（昭和62年）6月6日に公開された日本映画。カラー・ビスタビジョン、131分。監督 ： 深作欣二。必殺シリーズテレビ放映15周年記念。松竹・朝日放送提携作品。

## 解説
テレビシリーズ第 1作『必殺仕掛人』の第 1・ 2話を演出した深作 欣二が、久しぶりに必殺のメガホンを取り、ゲストには「千葉真一」・「室田日出男」ら深作組の常連を迎え、「真田広之」が初めて悪役を演じるなど、大変豪華なものとなった。公開当時の地上げブームを題材にダイナミックなアクション描写・屈折した人間心理・奥田右京亮とおけら長屋に纏わる謎解きなどを、ふんだんに取り入れた一大エンターテイメント大作に仕上がっている。
千葉 真一主宰のジャパンアクションクラブ（JAC）が制作協力をしていることもあり、真田 広之以外にも崎津隆介・誠吾大志・卯木浩二・高良隆志・稲田龍雄・岩戸隼人・森永奈緒美・栗原敏ら多くのJACメンバーが出演しているほか、中村主水（藤田まこと）をはじめとする仕事人の殺陣・アクションシーンの一部をJACのスタントマンが吹き替えしている。東映太秦映画村でも撮影が行われており、峰蘭太郎・岩尾正隆・中村錦司など随所に東映京都撮影所所属の俳優が出演しているのも特徴である。
必殺シリーズで飾り職人の秀（三田村邦彦）とお玉（かとうかずこ）の共演は本作のみで、テレビシリーズ『風雲竜虎編』放送の時期に公開されたが、テレビシリーズ前作『旋風編』で百軒長屋焼失の際に行方不明となった西順之助（ひかる一平）が再登場し、鍛冶屋の政（村上弘明）はテレビシリーズとは違い" 髷結い姿 "である。
キャッチコピーは「江戸の闇を切り裂いて、仁義なき戦いが始まった! 来た!」

## あらすじ
日中の奉行所内で、南町奉行・長尾監物が見習い与力・安田 小兵衛によって刺し殺された。奉行所の与力・同心たちはもみあう二人を一室に閉じ込め、監物を見殺しにしたのだが、同室に居合わせた主水だけが一方的に責任を問われ、卑怯千万として向こう半年間の扶持を半額にすると申し渡される。その数日後、南町に新たな奉行・奥田右京亮が着任した。その着任祝いの席で主水は前奉行の一件で右京亮からさっそく嫌味を言われ、不貞腐れる。
居酒屋の女主人・おふくを口説きながらヤケ酒をあおる主水。そんな時、おふくの店があるおけら長屋で騒動が起こる。旗本衆の子息達が、かぶき者のていで馬に乗り長屋に押入った際、その馬の 1頭が暴れ出したのだ。その際、馬に撥ねられそうになった子供を助けようとして、平野 弥兵衛という老人が頸の骨を折って死んだ。力尽きて倒れた馬の脚には十字手裏剣が刺さっており、主水はそれに疑念を抱く。主水は調書と共に証拠の手裏剣を上司に提出するが、右京亮から詮議無用として調書だけが差し戻される。
その夜、元締・弁天のもとへ集う主水、秀ら仕事人たち。今回の標的は、おけら長屋で騒ぎを起こした、神保 主税らあの旗本の頭目格 3人。そして、依頼人は弥兵衛の娘・お弓であり、彼女が身を売った仕事料の安さから仕事人たちは次々と依頼を断るが、旅渡りの仕事人・わらべや文七と秀の反対を押し切った主水がその依頼を請ける。
主水と文七、二人の仕事人が的を争い競うなか、十字手裏剣の男・九蔵が暗躍し、おけら長屋を巡る奥田右京亮の陰謀が、次第に明らかになって行く。

## 殺し技
中村 主水
主に日本刀を使用して相手を斬る。奥田 右京亮との薙刀での斬り合いで日本刀がはじき飛ばされてしまい、脇差を使用した。
秀
金属製の房が付いた金色の簪で、悪人の首筋を刺す。
政
組み立て式の手槍で腹などを突き刺す。最後の決戦では手槍に手拭いを取り付けて防御能力を上げていた。
お玉
前装式短筒（ぜんそうしき たんづつ）の銃 2丁を用いて相手を射殺。弾は 1発しか入らないため発射後は直ちに補填する必要があり、補填まで時間や手間がかかる。使用後は弾の補填のために、順之助と共に一旦隠れていた。
西 順之助
手榴弾を使用し、相手を爆殺または攪乱させた。
『必殺仕事人V・旋風編』で使用していた大筒も所持しているが、発射までの時間と相手が何人か分からない状況で使うには身の危険を伴うため、お玉に使用を禁じられている。
わらべや文七・おみつ・長次
おみつと長次がコマで相手を怯ませ文七が斬りつける。

## 出演

### 仕事人
- 中村主水 - 藤田まこと
- 鍛冶屋の政 - 村上弘明
- 便利屋お玉 - かとうかずこ
- 西順之助 - ひかる一平
- 飾り職人の秀 - 三田村邦彦

### その他
- 与力・鬼塚 - 西田健
- 同心・田中 - 山内としお
- 中村せん - 菅井きん
- 中村りつ - 白木万理

### ゲスト

#### 仕事人
- わらべや文七 - 千葉真一
- おみつ - 相楽ハル子
- 長次 - 岩戸隼人
- 不動 - 阿波地大輔
- 弁天 - 岸田今日子

#### 奥田一派
- 奥田 右京亮 - 真田広之
- 九蔵 - 蟹江敬三
- 小姓 - 森田 美樹：奥田 右京亮の御傍付き小姓だが、主水を挑発する程で、主水も苦戦する程の実力を持つ。
- 小姓 - 森永奈緒美：同上。
  - 他、配役不明の3名の奥田 右京亮の御傍付き小姓。

#### 旗本愚連隊
- 神保 主税 - 堤大二郎
- 多羅尾 新八 - 崎津隆介
- 加賀爪 久馬 - 誠吾大志
- 乾 小弥太 - 卯木浩二
- 高良隆志
- 西田 真吾
- 甲斐 道夫

#### おけら長屋
- おふく - 倍賞美津子
- 杉江 伊織 - 本田博太郎
- 平野 弥兵衛 - 室田日出男
- お弓 - 斉藤絵里
- 安吉 - 笹野高史

#### その他
- 酒井雅楽頭 - 成田三樹夫
- 安田 小兵衛 - 石橋蓮司
- 楽屋番 - 草野大悟
- 夜鷹 - 古館ゆき
- 長尾監物 - 藤岡重慶
- 老蔭間 - 藤木孝
- 将軍愛妾 - 長坂しほり
- お菊 - 小林ひとみ
- 藤川 聡
- 稲田龍雄
- 山田 智之
- 沢田 祥二
- 土井 健守
- 栗原敏
- 峰蘭太郎
- 伴勇太郎
- 小峰隆司
- 小船 秋夫
- 森下 祐巳子
- 目付 - 岩尾正隆
- 将軍 - 中村錦司

## スタッフ
- 監督 - 深作欣二
- 製作 - 山内久司（朝日放送）・櫻井 洋三（松竹）
- 脚本 - 野上龍雄・深作 欣二・中原 朗
- 音楽 - 平尾昌晃、中村啓二郎
- 撮影 - 石原興
- 照明 - 中島 利男
- 美術 - 太田 誠一
- 編集 - 園井 弘一
- 監督補 - 津島勝
- 助監督 - 原田 徹・原田 真治
- 宣伝 - 松本 淳・宮田 秀世（松竹）、長崎 直定・川戸 文夫（朝日放送）
- 制作補 - 斉藤 守恒・佐生 哲雄
- 殺陣 - 菅原俊夫・楠本 栄一
- 協力 - ジャパンアクションクラブ
- 製作協力 - 京都映画株式会社

## 主題歌
- テン・リー「ついて行きたい」（リバスター）

作詞・作曲：たきのえいじ、編曲：桜庭伸幸
『必殺仕事人V・風雲竜虎編』挿入歌、および『必殺剣劇人』主題歌。

## 逸話
- 劇場予告の秀（三田村邦彦）が映るシーンは前作『必殺! III 裏か表か』のワンシーンの流用である。
- 監督が深作欣二、ゲストに千葉真一を招くとあって、両者が制作に関わった『柳生一族の陰謀』に関連付けて千葉を柳生十兵衛役として出演させ、中村主水との夢の対決の可能性があったが、千葉が断ったため実現しなかった[3]。
- 文七と久蔵が無人のおけら長屋跡地を舞台に演じた、セット家屋の屋根や天井を突き破るなどの立体的な大立ち回りは、かつて千葉が似た内容の殺陣を仲代達矢と演じた『闇の狩人』（1979年）のシチュエーションを再現しており、数年後にも同じく『将軍家光の乱心 激突』（1989年）で緒形拳を相手に再現されている。
- 真田広之は、中村主水と奥田右京亮の剣戟の結末に関して、インディ・ジョーンズシリーズ『レイダース/失われたアーク《聖櫃》』のワンシーン（インディ・ジョーンズとアラブ人剣士の呆気ない対決シーン）がイメージの元になっていると、トーク番組で明かしている。
- ゲストの仕事人の一人には相楽ハル子（現・相楽晴子）ではなく、『ベスト・キッド2』で好演したタムリン・トミタの起用案が挙がっていた[4]。また、本作で相楽が演じたおみつは独楽を武器として使用しており、本作公開時、ラジオ番組『南野陽子 ナンノこれしきっ!』（1987年（昭和62年）3月1日放送）にゲスト出演した際、南野との共演ドラマ『スケバン刑事II 少女鉄仮面伝説』にてビー玉を武器に用いる“ビー玉のお京”を演じていた為、南野から「スケバン刑事でも必殺みたいな役をやってたくせに」と揶揄われた。
- 準備稿では、右京と主水は幼なじみで、主水が育った「ふくろう河岸」で17歳の頃に 7歳の右京に出会ったという設定だった。しかし、本来の設定と矛盾する上にドラマ性としても必要性がないとして採用されなかった[5]。
- 映画冒頭の奉行所内での刃傷騒ぎは藤田まことのナレーションで、4月13日の出来事と明言されるが、4月13日は藤田の誕生日でもある。